# Nîjnie Sînovîdne, Skole
Nîjnie Sînovîdne (în ucraineană Нижнє Синьовидне) este localitatea de reședință a comunei Nîjnie Sînovîdne din raionul Skole, regiunea Liov, Ucraina.

## Demografie
Componența lingvistică a localității Nîjnie Sînovîdne
     Ucraineană (99,64%)
     Alte limbi (0,36%)
Conform recensământului din 2001, majoritatea populației localității Nîjnie Sînovîdne era vorbitoare de ucraineană (99,64%), existând în minoritate și vorbitori de alte limbi.